# Samuel Mills Tracy
Samuel Mills Tracy (ur. 1847 w Hartford, zm. 1920) – amerykański botanik.
Urodził się w 1847 roku w Hartford w stanie Vermont. Mieszkał z rodzicami w Illinois, a później przeniósł się do Wisconsin. Kiedy wybuchła wojna secesyjna, zaciągnął się do Armii Unii, służąc sto dni w oddziale Ochotników Wisconsin. Po powrocie ze służby zaczął uprawiać ziemię. W 1868 r. otrzymał tytuł licencjata, a trzy lata później tytuł magistra w Michigan State Agricultural College. Od 1877 r. został wykładowcą botaniki na Uniwersytecie Missouri, a dziesięć lat później pierwszym dyrektorem Stacji Eksperymentalnej Mississippi.
Tracy jest dobrze znany ze swojej pracy w zakresie taksonomii różnych traw, odmian roślin oraz przystosowania licznych roślin pastewnych do biomów południowych Stanów Zjednoczonych. Prawdopodobnie najbardziej znany jest ze swojej pracy Flora of Missouri, która została opublikowana w 1886 roku.
Przy nazwach naukowych utworzonych przez niego taksonów standardowo dodawany jest jego nazwisko Tracy (zobacz: lista skrótów nazwisk botaników i mykologów).